# Медичний коледж Харківської медичної академії післядипломної освіти
Медичний коледж Харківської медичної академії післядипломної освіти — державний вищий навчальний заклад II рівня акредитації — структурний підрозділ Харківської медичної академії післядипломної освіти, що розташований у Харкові.

## Історія
17 липня 2002 року було підписано Наказ Міністерства охорони здоров'я України № 269 «Про відкриття медичного коледжу Харківської медичної академії післядипломної освіти».
Історія медичного коледжу ХМАПО бере свій початок з 2002 року.
         Коледж є структурним підрозділом академії, що обумовлює достатню сучасну матеріально-технічну базу та високий професійний рівень викладацької діяльності. Десять лекційних та тридцять навчальних кімнат, які укомплектовані сучасною аудіо- та відеотехнікою, навчально-методичним обладнанням, комп'ютерні класи з мережею Інтернетта навчально-наукова бібліотека створили єдиний комплекс, який повністю віддано у розпорядження студентів коледжу.
Клінічні дисципліни викладаються на кафедрах ХМАПО, які розташовані на базах лікувальних закладів м. Харкова, де студенти коледжу мають можливість напрацьовувати практичні навички. Всі кафедри академії залучено до педагогічного процесу.
Фундамент медичного коледжу ХМАПО — це творчий потенціал педагогів. Колектив коледжу сьогодні — поєднання досвіду і молодості, зваженості та пристрасності, слідування кращим традиціям минулого та енергійний поступ у майбутнє. Викладацький штат нашого коледжу —це професори і доценти кафедр академії, доктори і кандидати наук, педагоги вищої категорії та молоді спеціалісти.
За результатами складання ліцензованого іспиту «Крок-М» Медичний коледж з 2010 року входить до трійки лідерів серед 119 медичних ВНЗ І-ІІІ рівнів акредитації, 2012 року за результатами іспитів КРОК-М та КРОК-Б коледж посів І місце, 2015 року за результатах іспиту КРОК-Б коледж знову був на І місці.
Викладачі постійно працюють над підвищенням професійного рівня, впроваджують у свою роботу інноваційні доробки. Навчально-методична робота педагогічного колективу Медичного коледжу ХМАПО спрямована на формування професійної, грамотної, творчої, активної, культурної особистості. Медсестри, які отримали диплом Медичного коледжу ХМАПО, працюють у провідних клініках України, Росії, Німеччини, Італії, Канади, США, Індії, Сирії.
Студенти коледжу мають змогу отримати додаткову спеціалізацію та сертифікати з косметології, масажу, нетрадиційної медицини, гірудотерапії.
Для студентів працює клуб дозвілля, який пропонує відпочинок та розважальні програми: КВК, конкурси краси, екскурсії Україною. Наші студенти мають можливість під час навчання проживати у комфортабельному гуртожитку. Інтереси студентів представляють органи студентського самоврядування, які щорічно обираються студентами закладу.
Основне завдання коледжу — на сьогодні та на майбутнє — це якісна підготовка медичних фахівців середньої ланки відповідно до міжнародних стандартів.

## Структура, спеціальності
Коледж готує молодших спеціалістів за фахом «Сестринська справа», а також має право на підготовку іноземних громадян за цією спеціальністю (за рівнем молодшого спеціаліста).